# حسن سامح
حسن سامح عبد السلام لاعب كرة قدم مصري من مواليد مصر لعب سابقاً في نادي الظفرة الإماراتي كلاعب مقيم.